# 小林利蔵
小林 利蔵（こばやし としぞう、1912年 - 1973年）は、福井県敦賀市出身のプロ野球選手。右投右打で、ポジションは一塁手、二塁手、三塁手。

## 来歴・人物
福井県出身だが、神奈川県生まれで家の引っ越しに伴い、敦賀に引っ越して来た。敦賀商業（現・福井県立敦賀高等学校）在学中には、甲子園に5回（内訳は、春1回〈1930年〉，夏4回〈1927年 - 1930年〉）出場。下級生時代は二塁手や遊撃手、上級生時代は投手として出場した。最高成績は2回戦止まりだったが、1930年にエースとして出場した時、小林のピッチングを青井鉞男（元一高のエース。1959年、第1回の野球殿堂を果たした）が「日本型の典型的な投手」と絶賛したと言う記事が残っている。尚、敦賀商業の先輩に松木謙治郎、後輩に伊原徳栄がいる。敦賀商業卒業後は、明治大学に進学。明大では一塁手を守り、当時の岡田源三郎監督（後に金鯱で、チームメイト及び上司になる）から可愛がられた。明大卒業後は社会人野球の東京鉄道局、森永製菓でプレーした。
1936年11月6日に金鯱に入団。2日後の名古屋戦（上井草球場）でデビューを果たした。一塁手、二塁手、三塁手を守れるユーティリティプレイヤーとして活躍。また強打の4番打者としてシュアな打撃でも馳せた。選球眼が良く、四球の数が三振を大幅に上回っている。1937年秋は25安打に対し29四球を選び、結果として打率.248に対し出塁率が.415と高く、IsoD（出塁率－打率）が.167と高率になっている（通算でも.124の高率だった）。しかし、1937年秋季シーズン中の10月に応召。1939年6月に復員し、金鯱に復帰。1939年シーズン中に開催された「日本職業野球優勝大会・読売優勝大会」（朝日・毎日に負けじと、読売新聞社が主催したトーナメント方式の優勝大会。公式戦とは別の試合として位置づけられ、1939年は7月22日から開催された）では決勝で、巨人から決勝ホームランを放ち、金鯱の優勝に貢献。読売優勝大会最高殊勲選手に選ばれた。しかし、戦争で得た疲労は大きく、1939年は打率.230、ホームランはキャリアハイの4本を放ちながら、同年末に現役引退した。
戦後は、郷里の福井県で高校野球審判員を務めた。
1973年に62歳で死去。

## 詳細情報

### 年度別打撃成績
| 年 度     | 球 団     | 試 合 | 打 席 | 打 数 | 得 点 | 安 打 | 二 塁 打 | 三 塁 打 | 本 塁 打 | 塁 打 | 打 点 | 盗 塁 | 盗 塁 死 | 犠 打 | 犠 飛 | 四 球 | 敬 遠 | 死 球 | 三 振 | 併 殺 打 | 打 率 | 出 塁 率 | 長 打 率 | O P S |
| --------- | --------- | ----- | ----- | ----- | ----- | ----- | -------- | -------- | -------- | ----- | ----- | ----- | -------- | ----- | ----- | ----- | ----- | ----- | ----- | -------- | ----- | -------- | -------- | ----- |
| 1936秋    | 金鯱      | 15    | 55    | 48    | 4     | 6     | 0        | 1        | 0        | 8     | 3     | 1     | --       | 0     | --    | 6     | --    | 1     | 4     | --       | .125  | .236     | .167     | .403  |
| 1937春    | 金鯱      | 54    | 231   | 193   | 19    | 52    | 12       | 3        | 1        | 73    | 21    | 12    | --       | 7     | --    | 31    | --    | 0     | 19    | --       | .269  | .371     | .378     | .749  |
| 1937秋    | 金鯱      | 31    | 131   | 101   | 15    | 25    | 1        | 0        | 1        | 29    | 20    | 5     | --       | 1     | --    | 29    | --    | 0     | 11    | --       | .248  | .415     | .287     | .702  |
| 1939      | 金鯱      | 56    | 225   | 183   | 12    | 42    | 4        | 1        | 4        | 60    | 24    | 2     | --       | 1     | 4     | 36    | --    | 1     | 16    | --       | .230  | .353     | .328     | .681  |
| 通算：3年 | 通算：3年 | 156   | 642   | 525   | 50    | 125   | 17       | 5        | 6        | 170   | 68    | 20    | --       | 9     | 4     | 102   | --    | 2     | 50    | --       | .238  | .362     | .324     | .686  |

### 背番号
- 18 （1936年）
- 16 （1937年）
- 不明 （1939年）